# アマゾン・ブックス
アマゾン・ブックス（Amazon Books）は、Amazon.comが所有する書店チェーン。2015年11月2日に最初の店舗がワシントン州シアトルにオープンした。2022年3月4日時点でアマゾン・ブックスは米国で計24店を営業している。2022年3月2日、Amazonはリアル店舗戦略の見直しの一環としてアマゾン・ブックスを全て閉店すると発表した。

## 製品
シアトルの最初の店舗の本棚には約5000タイトルの作品があり、棚のスペースを使って背表紙の代わりに外向きの本の表紙を表示している。 アマゾンによれば、スペースの効率的な使用よりも、著者とその作品を展示した方がよいと決めたという。 棚はAmazon.comのウェブサイトから肯定的なレビューとスター評価を表示し、書籍の価格はオンラインで販売されている同じ商品と一致する。
アマゾンブックスではAmazon Kindle電子ブックリーダーやKindle Fireタブレットシリーズ、Amazon Echo及びFire TVを含むAmazonの電化製品を販売している。アマゾンブックスの２店舗にはカフェも設置してある。

## 歴史
ワシントン州シアトルのショッピングセンター「ユニバーシティ・ビレッジ」にある最初のアマゾン・ブックス店舗は、2015年11月2日にオープンした。この店舗は2015年にポップアップストアや複数の大学キャンパス内にピックアップ拠点をオープンしていたAmazonにとって初めての永久的な店舗であると表現された。2016年2月、テクノロジーニュースサイトのRe/codeは、過去に最初のAmazon Kindle電子ブックリーダーを立ち上げたチームの一員であり、長年のAmazon役員でもあるスティーブ・ケッセルが、小売店のイニシアチブを率いていると報じた。プロジェクトの開発中、それは市への提出書類で「プロジェクトアン」と呼ばれていた。

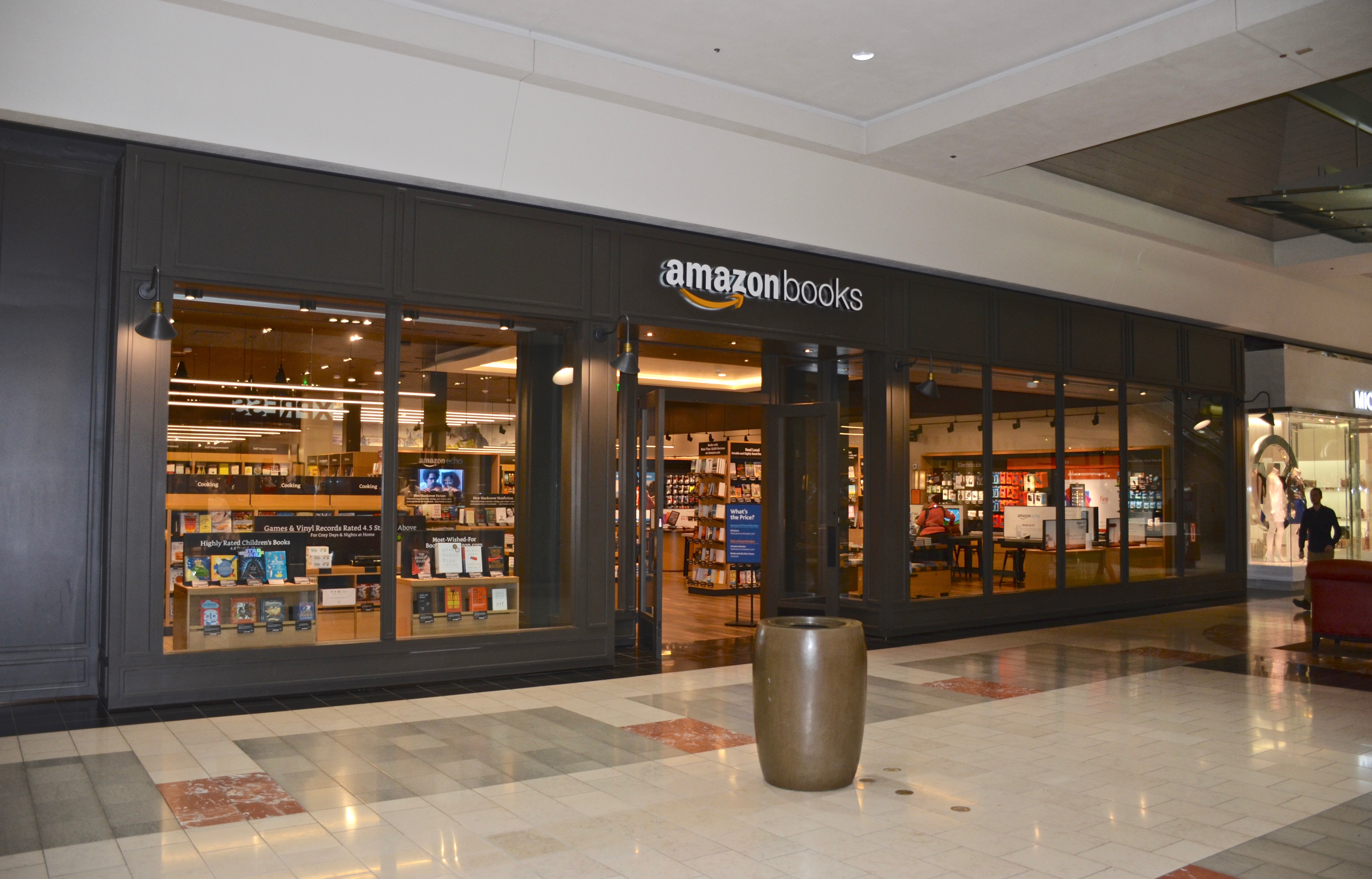
ポートランド都市圏のワシントン・スクエアモールにある3店目のアマゾン・ブックス

2016年2月2日、ウォール・ストリート・ジャーナル紙は、米国で100以上のショッピングモールを運営するゼネラル・グロース・プロパティーズのCEOの収支報告中の声明によるものとしてアマゾンが400店規模の書店の出店を計画していると報じた。翌日、同社により声明は撤回された。
2016年9月7日にアマゾン・ブックスの2店舗目がカリフォルニア州サンディエゴにオープンし、それに続きオレゴン州ポートランド近郊のワシントン・スクウェア、マサチューセッツ州デダムのレガシー・パレス、リンフィールド、シカゴ、ニューヨーク、ニュージャージー州パラマスで開店した。ニューヨーク、ワシントン州ベルビュー及びカリフォルニア州ウォールナットクリークなどの他の店舗も2017年から19年の間に開店する予定である。
2016年11月、アマゾン・ブックスは本などを購入するアマゾンプライムの非会員に対してネットの価格ではなく出版社の希望小売価格で請求し始めた一方、プライム会員はネットの価格と同一のままにした。
2022年3月2日、Amazonはリアル店舗戦略の見直しの一環としてアマゾン・ブックスを全て閉店すると発表した。

## 評価
シアトル地域の書店はAmazonが実店舗を構えた事に警戒心を示し、
ユニバーシティ地区の
ユニバーシティ・ブックストアはAmazonの書店がオープンした2ヶ月後に「異なった消費パターン」に言及した。Amazonの広報担当者は同社が個人書店と彼らの事業に干渉するかもしれないという発言を退け「オフラインの小売業は沢山の勝者を受け入れる大きな余地がある」と述べた。
新刊と中古本を扱う全国的チェーン「ハーフ・プリンス・ブックス」の上級副社長は実店舗書店への拡大が産業にとって何かいいことがあることをAmazonが示しているとして関心を寄せており、2016年2月にAmazonの行動は「活字は死んでいない」というサインであったと述べた。
オレゴン州ポートランドに3番目の店舗をオープンすると発表した後、地元の書店チェーン「パウエルズ・ブックス」のミリアム・ソンツCEOは、実店舗を開くためのアマゾンの動きは、「オンラインでは再現できない特別な何かが実店舗の書店で起きる」ことを認めたためであり、ポートランドは「本の愛好家や本の買い手でいっぱいになっている」とし、銀行強盗ウィリー・サットンの「(銀行を狙ったのは)そこに金があるからだ」という皮肉を引用しつつ述べた。